# Aeroportul R-217 Aero
Aeroportul R-217 Aero (IATA: QJP, ICAO: RKRO) este un aeroport din Pocheon, Gyeonggi-do, Coreea de Sud.
aeroportul dispune de o singură pistă.